# (9803) 1997 GL8
A (9803) 1997 GL8 a Naprendszer kisbolygóövében található aszteroida. A LINEAR program keretében fedezték fel 1997. április 2-án.